# Електромагнитна съвместимост
Електромагнитна съвместимост (EMC) в сферата на електронната техника е способността на техническите средства едновременно да работят в реални условия с необходимото качество, когато са изложени на непреднамерени електромагнитни смущения и да не създават неприемливи електромагнитни смущения към други технически средства.
В по-широк смисъл ЕМС е свойството на електронно устройство да работи задоволително в неговата електромагнитна среда, без да оказва влияние върху обкръжаващите го устройства или да се влияе от тях.
Електромагнитната съвместимост (ЕМС) е отрасъл на електротехниката, който се занимава с неволно генериране, разпространение и приемане на електромагнитна енергия, която може да причини нежелани ефекти като електромагнитни смущения (ЕСм) или дори физически повреди в експлоатационното оборудване. Целта на ЕМС е правилното функциониране на различно оборудване в обща електромагнитна среда.
Електромагнитната съвместимост обхваща: излъчването на смущения, уязвимостта и устойчивостта (имунитета) на приемниците към тях и връзките, чрез които смущенията достигат до приемниците.
Освен изследването на самите явления, ЕМС разглежда и мерките за противодействие, като режими на контрол, проектиране и измерване, които трябва да се предприемат, за да се предотврати емисиите да причиняват неблагоприятни ефекти.

## Цел, структура и задачи
Електромагнитната съвместимост е дял от електрическите науки, които изучават неволно генериране, разпространение и приемане на електромагнитна енергия, отнасяща се до ненужни ефекти (електромагнитна интерференция или EMИ), които тази енергия може да предизвика. Целта на EMC е правилната работа в същата електромагнитна среда на различно по вид оборудване и избягването на всякакви смущаващи ефекти. За да достигне това, електромагнитната съвместимост решава задачи в различни направления, разглеждани като области или класове на EMC.
ЕМС включва три основни класа:
1. Емисиите са генериране на електромагнитна енергия от някакъв източник, независимо дали е умишлено или случайно, и нейното излъчване в околната среда. ЕМС проучва нежеланите непреднамерени емисии и противодействията, които могат да бъдат предприети, за да се намалят тези емисии, които представляват смущаващи въздействия или радиочестотни смущения (РЧС).
2. Уязвимост е чувствителността към смущаващи въздействия на електрическо оборудване, наричано приемник (жертва) на смущенията, и тенденцията то да не работи ефективно или да се повреди при наличие на такива. Шумоустойчивостта е обратното на чувствителността, тъй като способността на оборудването да функционира правилно в присъствието на РЧС е известна също като неузвимост или шумоустойчивост.
3. Третият клас са връзките, чрез които емитираната намеса достига до приемника.

Едни от задачите на ЕМС са измервания на непреднамерените емисионни излъчвания на електромагнитна енергия и взимане на мерки да се намали тяхното генериране и да се предотврати появата им във външната среда. Друг клас задачи се отнасят до намаляване на чувствителността и подобряване на имунитета на електрическото оборудване към неорганизирани електромагнитни смущения. Трети клас задачи обхващат изследване на пътищата, каналите и начините на въздействие на РЧС върху електрическата апаратура и въздействие върху електромагнитната обстановка. Резултат от решаването на всички задачи трябва да бъде осигуряване на нормална работа на електрическото оборудване и радиоелектронната апаратура (РЕА) с необходимата ефективност при наличие на смущения.
Смекчаване на смущенията и следователно осигуряване на ЕМС, може да бъде постигнато чрез решаване на някои или всички от тези проблеми, т. е. потискане на източниците на смущения, инхибиране на пътища на свързване и / или защитеност (неуязвимост) на потенциалните жертви. На практика много от използваните инженерни техники, като заземяване и защита, се отнасят и за трите класа задачи.

## Видове смущения и източници
Електромагнитните смущения се разделят на няколко категории според характеристиките на източника и сигнала.
1. Според произхода си смущенията, често наричани „шум“, може да бъде естествени или изкуствени (създадени от човека).
2. Според времето на действие смущенията са непрекъснати и импулсни.[1]

### Непрекъснати смущения
Непрекъсната смущаваща вълна (НСм) възниква, когато източникът непрекъснато излъчва в даден диапазон от честоти. Този тип като цяло понякога се нарича още „постоянни смущения“ и се разделя на подкатегории според честотния диапазон.
- Аудио-смущения – от много ниски честоти до около 20 kHz. Понякога честотите до 100 kHz могат да бъдат класифицирани като аудио-честоти. Източниците включват:
  - Мрежов шум от: захранващи блокове, близки електрически кабели, електропроводи и подстанции.
  - Оборудване за обработка на звук, като аудио-усилватели и високоговорители.
  - Демодулация на високочестотна носеща вълна, като например късовълново радиопредаване (КВ, FM).

- Радиочестотни смущения (РЧС), обикновено от 20 kHz до горна граница, която непрекъснато се увеличава от развитието на технологията. Източниците включват:
  - Безжични и радиочестотни предавания.
  - Телевизионни и радиоприемници.
  - Промишлено, научно и медицинско оборудване (ПНM).
  - Цифрови схеми за обработка като микроконтролери.

- Широколентовият шум може да бъде разпръснат в част от единия или и двата описани честотни диапазони, без да се подчертава определена честота. Източниците включват:
  - Слънчева активност.
  - Непрекъснато работещи искрови междини като заваръчни апарати.
  - Мобилна телефония с разширен спектър (множествен достъп с кодово разделяне CDMA).

### Импулсни или преходни смущения
Електромагнитно импулсно смущение (ЕИС), което понякога се нарича преходно смущение, възниква когато източникът излъчва краткотраен енергиен импулс. Енергията обикновено е широколентова по природа, въпреки че често възбужда сравнително теснолентова реакция на синусоидална вълна в приемника.
Източниците могат да бъдат на широко изолирани и повтарящи се импулсни смущения.
- Източниците на изолирани ЕИС включват:
  - Превключване на електрически вериги, включително индуктивни товари като релета, соленоиди или електрически двигатели.
  - Електростатичен разряд (EСР) в резултат на два заредeни обекта, влизащи в непосредствена близост или контакт.
  - Електромагнитен импулс на мълния (EMИМ), въпреки че обикновено е кратка серия от импулси.
  - Ядрен електромагнитен импулс (ЯEMИ), в резултат на ядрена експлозия. Вариант на това е ядреното устройство за голяма надморска височина (ЯУГВ), проектирано да създава импулса като негов първичен разрушителен ефект.
  - Оръжия без ядрени електромагнитни импулси.
  - Далекопроводи, създаващи пренапрежения / импулси.

- Източниците на повтарящи се ЕИС, понякога като редовни импулсни явления, включват:
  - Електрически колекторни двигатели.
  - Електрически системи за запалване, като например в двигатели с вътрешно горене.
  - Непрекъснато превключване на цифрови електронни схеми.

## Свързващ механизъм
Някой от техническите значения на използваните думи могат да се използват с различни значения. В стандартите за Електромагнитна съвместимост терминологията е точно определена.
Основната схема на въздействие на смущението е показана на фигура 1. Източникът (source) и приемникът (victim) на смущение обикновено са електронни хардуерни устройства. Понякога обаче източникът може да е природно явление като удар от мълния, електрически разряд или, в един известен случай, Големият взрив в началото на Вселената.
Има четири основни съединителни механизма между източника и приемника на електромагнитни смущения: проводна (кондуктивна), индуктивна (магнитна), капацитивна (електрична) и радиационна (ефирна) връзка. Магнитната и електричната връзка се обединяват с името индуктирано свързване. Всеки път на свързване може да бъде разделен на един или повече от тези съединителни механизми, които работят заедно. Например долната пътека в диаграмата включва индуктивна, проводна и капацитивна връзка.
На малки разстояния действат всички видове връзки. С увеличаване на разстоянието отслабва и първо изчезва действието на индуктираните електрическа и магнитна връзки, после на радиационната и накрая на проводната връзка.

### Проводна връзка
Проводна (кондуктивна) връзка се осъществява, когато пътят на свързване между източника и приемника се образува чрез директен електрически контакт с проводящо тяло, например преносна линия, проводник, кабел, печатна платка или метален корпус.
Проведеният шум се характеризира и с начина, по който се появява на различни проводници:
- Свързване чрез обща връзка или общо съпротивление (импеданс, товар): [2] шумът се появява във фаза (0°, в еднаква посока) в двата проводника.
- Диференциално свързване: шумът се появява в противофаза (180°, в противоположни посоки) в двата проводника.

### Индуктирана връзка
Индуктираното свързване се случва, когато източникът и приемникът са на отстояние (обикновено по-малко от дължина на вълната λ). Строго „индуктираното свързване“ може да бъде два вида – чрез електрическа индукция и магнитна индукция. Обичайно електрическата индукция се отнася за капацитивната връзка, а магнитната индукция – за индуктивната връзка.

#### Капацитивна връзка
Капацитивната или електрична връзка се получава, когато съществува различно електрическо поле между два съседни проводника, типично на разстояние, по-малко от една дължина на вълната, което предизвиква промяна в напрежението на приемащия проводник. Капацитета връзка може да възникне и поради въздействието на трети неутрален обект спрямо източника и приемника в близост.

#### Индуктивна връзка
Индуктивната или магнитна връзка се получава, когато съществува различно магнитно поле между два паралелни проводника, обикновено на разстояние, по-малко от една дължина на вълната, което предизвиква промяна в напрежението на приемащия проводник.

### Радиационна връзка
Радиационната (ефирна) или електромагнитна връзка се получава, когато източникът и приемникът са разделени от голямо разстояние, обикновено повече от една дължина на вълната. Източникът и приемникът действат като антени: източникът излъчва електромагнитна вълна, която се разпространява в пространството между тях и се получава от приемника.

## Методи
Методите за осигуряване на ЕМС могат да се разделят на оперативни и технически.
Оперативните методи се отнасят до съвместното използване на електронната апаратура в пространството, времето и честотния диапазон. Разглеждат правилното разпределение на ресурсите от наличните пространство, време и честоти.
Техническите методи обхващат техническите реализации за потискане, ограничаване и пълно отстраняване на въздействието на смущенията: филтрация, екраниране, замасяване и заземяване.

## Контрол на ЕМС
Вредните ефекти от електромагнитните смущения представляват неприемливи рискове в много области на техниката и е необходимо да се контролират такива смущения и да се намалят рисковете до приемливи нива.
Контролът на ЕСм и осигуряването на EMC обхващат редица свързани дейности:
- Характеризиране на заплахата.
- Определяне на стандарти за нивата на емисии и чувствителност.
- Проектиране за съответствие със стандартите.
- Изпитване за съответствие със стандартите.

За комплексно или ново оборудване, това може да изисква изготвянето на специален план за контрол на ЕМС, обобщаващ прилагането на горепосоченото и уточняващ необходимите допълнителни документи.

### Характеризиране на заплахата
Характеризирането на проблема изисква разкриване и описание на:
- Източника на смущения и сигнал.
- Пътят на връзката между източника и засегнатия приемник (жертва).
- Естеството на жертвата както електрически, така и по отношение на значимостта на неизправността.

Рискът, породен от заплахата, обикновено се предвижда още с проектирането на системите, така че голяма част от работата по определяне на заплахите и определяне на стандартите се основава на намаляване на вероятността от разрушителни ЕСм до приемливо ниво, а не до абсолютно премахване.

### Нормативни документи и регулатори

#### Регулаторни и стандартизационни органи
Няколко организации, както национални, така и международни, работят за насърчаване на международното сътрудничество по стандартизация (хармонизация), включително публикуване на различни стандарти за ЕМС. Когато е възможно, може да бъде приет стандарт, разработен от една организация, с малка или никаква промяна от други. Това помага например за хармонизиране на националните стандарти в Европа.
Международните организации по стандартизация включват:
- Международна електротехническа комисия (МЕК / IEC), която има няколко комисии, работещи на пълно работно време по въпросите на ЕМС. Това са:
  - Технически комитет МEК/TК 77 Електромагнитна съвместимост / IEC/TC 77 Electromagnetic Compatibility. Работи по електромагнитна съвместимост между оборудвания, включително мрежи.
  - Технически комитет МEК/TК 77/CК 77A Нискочестотни явления / 
IEC/TC 77/SC 77A EMC – Low frequency phenomena.
  - Технически комитет МEК/TК 77/CК 77B Високочестотни явления / 
IEC/TC 77/SC 77B High frequency phenomena.
  - Технически комитет МEК/TК 77/CК 77C Високоенергийни преходни процеси / 
IEC/TC 77/SC 77C High power transient phenomena.
  - Международна комисия по радиоелектронни изследвания (МКРЕС / CISPR / СИСПР) или Международен специален комитет по радиосмущения.
  - Консултативният комитет по електромагнитна съвместимост (ККЕС / ACEC) координира работата на МЕК по EMC между тези комитети.
- Международната организация по стандартизация (МОС / ISO), която публикува стандарти за автомобилната индустрия.

Континентални организации по стандартизация:
- Европа:
  - Европейски комитет по стандартизация (ЕКС / CEN) или Европейски комитет за нормализация.
  - Европейски комитет за стандартизация в областта на електротехниката (ЕКСЕЛЕК / CENELEC / СЕНЕЛЕК) или Европейски комитет по нормализиране на електротехниката. Организация, съставена от Националните електротехнически комитети на страните-членки на Европейския съюз (ЕС). Това е най-значимата организация в ЕС в областта на стандартизацията на електромагнитни полета. СЕНЕЛЕК разработва основно стандарти за електротехника и електроника – европейски стандарти (EN). Всички стандарти на CENELEC първоначално са разработени в IEC (включително CISPR).
    - Технически комитет CLC/TК 210 Електромагнитна съвместимост / 
CLC/TC 210 Electromagnetic Compatibility (EMC) – Активен.
    - Технически комитет CLC/TК 106X Електромагнитни полета в околната среда на човека /
 CLC/TC 106X Electromagnetic fields in the human environment – Активен.

  - Европейски институт за стандарти в телекомуникациите (ЕИСТ / ETSI).

Сред основните национални организации са:
- България:
  - Български институт за стандартизация (БИС). Той представя държавата в IEC и ISO. От началото на 2007 г. България е приета за пълноправен член на CEN и CENELEC, където тя също е представлявана от БИС. БИС има 150 технически комитета (ТК), от които 137 активни (към май 2024 г.). Техническият комитет е работен орган на БИС, който отговаря за определена област(и) на стандартизация. Областите на действие на ТК на БИС припокриват около 80 % от техническите комитети на CEN, CENELEC, ISO и IEC.[3]
    - Технически комитет 75 (TК75) Електромагнитна съвместимост. Област на действие: стандарти в областта на електромагнитната съвместимост и методите за оценяване на въздействието на електричните, магнитните и електромагнитните полета. Има 138 действащи национални стандарта по ЕМС, от които 72 на български и 66 на английски език (към май 2024 г.)[4]
- Германия: Асоциация за електрически, електронни и информационни технологии (АЕЕИТ / VDE)
- Русия: Федерално агентство по техническо регулиране и метрология (ФАТРМ)[5]
- Великобритания: Британска институция за стандарти (BSI).
- Съединени щати:
  - Федерална комисия по комуникациите (ФКК / FCC).
  - Общество на автомобилните инженери (ОАИ / SAE).
  - Радиотехническа комисия по аеронавтика (РТКА / RTCA); виж DO-160

##### Европейски стандарти
Списък на основните европейски стандарти (EN) за EMC:
- EN 55022 Електромагнитна съвместимост. Радиосмущения от оборудване за информационни технологии. Норми и методи за измерване;
- EN 55011 Индустриално, научноизследователско и медицинско оборудване. Характеристики на радиосмущения. Гранични стойности и методи за измерване на производителността на смущенията;
- EN 55015[6] Гранични стойности и методи за измерване на характеристиките на радиосмущения от електрическо осветление и подобно оборудване;
- EN 55014 – 1[7] Електромагнитна съвместимост. Изисквания за домакински електроуреди, електроинструменти и подобни електрически съоръжения;
- EN 61326 – 1[8] Електрическо оборудване за измерване, контрол и лабораторна употреба. Изисквания за електромагнитна съвместимост. Част 1. Общи изисквания
- EN 55014-2 Електромагнитна съвместимост. Изисквания за домакински уреди, електроинструменти и подобни електрически съоръжения. Част 2. Имунитет
- EN 61000-6-1 Електромагнитна съвместимост (EMC). Част 6 – 1. Методи за изпитване и измервания. Изпитване за въздействието на радиация, радиочестоти и електромагнитни полета за жилищни райони, райони с търговски предприятия и площи с предприятия от леката промишленост
- EN 61000-6-2[9] Електромагнитна съвместимост. Част 6 – 2. Общи стандарти. Имунитет към индустриалната среда;
- EN 61000-6-3[10] Електромагнитна съвместимост. Част 6 – 3. Общи стандарти. Стандарт за радиация за жилищни райони, райони с търговски предприятия и райони с предприятия от леката промишленост;
- EN 61000-6-4[11] Електромагнитна съвместимост. Част 6 – 4. Общи стандарти. Емисионен стандарт за индустриална среда;
- EN 61000-3-2[12] Електромагнитна съвместимост. Част 3 – 2. Граници. Гранични стойности за емисии на синусоидален ток [оборудване с входен ток не повече от 16 А на фаза];
- EN 61000-3-3 Електромагнитна съвместимост. Част 3 – 3. Граници. Ограничаване на промени в напрежението, колебания и напрежения на трептене в разпределителя.

#### Основни термини и определения
Стандартите определят и терминологията на електромагнитната съвместимост на техническите средства. Те съдържат официални дефиниции на термините в областта на ЕМС.
- Електромагнитна обстановка (ЕМО) (electromagnetic environment) – набор от реални електромагнитни явления, които съществуват в дадено място в честотния и времевия диапазон.
- Електромагнитна съвместимост (ЕМС) (electromagnetic compatibility – ЕМС) е способността на технически средства (ТС) да функционират ефективно с дадено качество в конкретна ЕМО, без да създават неприемливи електромагнитни смущения към други ТС.
- Електромагнитно смущение (ЕСм) (electromagnetic disturbance) – електромагнитно явление, което влошава или може да влоши качеството на работа на ТС (електрическа мрежа, прибори и потребителски устройства). Ниво на ЕСм – величината на смущението, измерена в регламентирани условия.
- Влияние на смущението (electromagnetic interference – EMI) – намаляване на показателите за качеството на функциониране на ТС под влияние на смущението.
- Устойчивост на ЕСм, шумоустойчивост (immunity) – способността на ТС да поддържа определено качество на функциониране, когато е изложено на смущения.

#### Закони и директиви
Спазването на националните или международните стандарти обикновено се определя от закони, приети от отделните нации. Различните държави могат да изискват съответствие с различни стандарти.
В европейското законодателство на производителите на електронни устройства се препоръчва да провеждат изпитвания за електромагнитна съвместимост, за да спазват задължителната CE маркировка. Директива на ЕС 2004/108 / EC (по-рано 89/336 / EEC) за ЕМС определя правилата за дистрибуция на електрически уреди в Европейския съюз. Повече данни са дадени в списъка на директивите за ЕМС:
- Директива 2004/108/ЕС[13] за електромагнитна съвместимост (EMC Директива) (89/336/EEC 92/31/EC 93/68/EEC) на ЕС. [14]
- Директива 2014/30/ЕС[15] – нова директива за електромагнитна съвместимост, влязла в сила от 20 април 2016 година, на руски език.

### Проектиране на ЕМС за съответствие със стандартите
Електромагнитното смущение се генерира в източника поради бързи промени на тока и напрежението и се разпространява чрез описаните по-горе механизми за свързване.
Тъй като прекъсването на пътя на свързване е еднакво ефективно както в началото, така и в края на пътя, много аспекти на добрата практика за проектиране на ЕМС се прилагат еднакво за потенциални източници на излъчване и за потенциални жертви. Освен това, верига, която лесно предава излъчваната енергията към външния свят, също лесно ще приема енергия от вън навътре и устройството ще бъде податливо на смущения. Едно-единствено подобрение на конструкцията често намалява както емисиите, така и чувствителността.

#### Заземяване и екраниране
Заземяването и екранирането имат за цел да намалят емисиите или да отклонят ЕСм от приемника чрез осигуряване на алтернативен път с нисък импеданс. Техниките за това включват:
- Схеми за заземяване или замасяване, като например заземяване на аудио-оборудване или заземяващи платки за RF. Схемата също трябва да отговаря на правилата за безопасност.
- Електромагнитно екраниране, където сигналните проводници са заобиколени от външен проводящ слой, който е заземен на един или на двата края. Той може да бъде изпълнен като оплетка от тънки метални жички или метално фолио. Вариант на електромагнитно екраниране е т. нар. Фарадеев кафез или Фарадеева клетка.
- Екраниращи корпуси. Проводимият метален корпус действа като щит против смущенията. За да има достъп до компонентите на екранираното устройство, такъв корпус обикновено се прави на секции (като кутия и капак). Между секциите може да се използва радиочестотно уплътнение, за да се намали количеството на смущенията, които преминават през съединението. Уплътненията биват различни видове. Един обикновен метален уплътнител може да бъде или оплетена тел или плоска лента, за да създаде пружинираща връзка. Когато се изисква водоустойчиво уплътнение, гъвкавата еластична основа може да бъде импрегнирана с нарязани метални влакна, разпръснати във вътрешността или дълги метални влакна, покриващи повърхността или и двете.

#### Други общи мерки
- Разделяне или филтриране в критични точки, като кабелни входове и високоскоростни превключватели, с използване на ВЧ дросели и/или RC елементи. Линейният филтър изпълнява тези мерки между устройство и линия.
- Техники за предавателни линии от кабели и електрически инсталации, като балансирани диференциални сигнали и обратни пътеки, и импедансно съгласуване.
- Избягване на антенни структури като контури на циркулиращ ток, резонансни механични структури, небалансирани кабелни импеданси или слабо заземен екраниращ елемент.
- Премахване на фалшиви коригиращи кръстовища, които могат да се образуват между метални конструкции около и близо до предавателни инсталации. Такива съединения в комбинация с непреднамерени антенни структури могат да излъчват хармоници на честотата на предавателя.

#### Потискане на емисиите
Допълнителните мерки за намаляване на емисиите включват:
- Избягване на ненужни операции по превключване. Необходимото превключване трябва да се извършва толкова бавно, колкото е технически възможно.
- Шумовите вериги (с много активни превключвания) трябва да бъдат физически отделени от останалата част от устройството.
- Високи пикове могат да бъдат избегнати чрез използване на метода с разширен спектър, при който различни части от веригата излъчват с различни честоти.
- Филтри за хармонични честоти.
- Проектиране за работа на по-ниски нива на сигнала, намаляване на наличната енергия за емисии.

#### Намаляване на чувствителността
Допълнителните мерки за намаляване на чувствителността включват:
- Предпазители, прекъсвачи и вериги за прекъсване.
- Подобряване ефективността на преноса на информация.
- Проектиране за работа при по-високи нива на сигнала, намаляване на относителното ниво на шума в сравнение със сигнала.
- Техники за корекция на грешки в цифровите схеми. Те могат да бъдат реализирани в хардуер, софтуер или комбинация от двете.
- Диференциална сигнализация или други шумови техники от общ режим за маршрутизиране на сигнали

### Изпитване на ЕМС
За потвърждаване изискванията на стандарта е необходимо изпитване (тестване) на устройствата. То се разделя основно на тестване на емисиите и изпитвания за уязвимост.
Изпитването може да бъде в реални условия, в лаборатория или компютърно. Подобно на всички изпитвания за съответствие, важно е оборудването за изпитване, включително камерата за изпитване или мястото и използваният софтуер, да са правилно калибрирани и поддържани.
Обикновено даден тест за определено оборудване изисква план за изпитване на ЕМС и доклад за последващи тестове. Пълната програма за изпитване може да изисква изготвянето на няколко документа за търсене.
Тестването на физически прототип най-често се извършва на закрито, в специализирана лаборатория във вид на изпитвателна камера за електромагнитна съвместимост. Видовете камери са: безехова, реверберационна и гигахерцова напречна електромагнитна клетка (GTEM клетка).

Понякога се използват компютърни електромагнитни симулации за тестване на виртуални модели. Известни са още като изчислителни електромагнитни системи или електромагнитно моделиране.

#### Изпитване на ЕМС на място
Понякога е по-ефективно провеждането на изпитания (тестове) на ЕМС извън лабораторията. В областта на ЕМС това се нарича изпитване на място (in-situ). Това изисква опит, знания и специализирано оборудване. Тестовите площадки на открито или OATS са референтните места за изпитване в повечето стандарти. Изпитването на място се извършва обикновено на много големи и сложни системи, устройства и прибори с голям брой потенциални конфигурации или стационарни инсталации. Това може да се направи ефективно в помещенията на производителя, за да се получат протоколи от изпитвания, които могат да се използват за деклариране на съответствие (DoC) или за получаване на сертификат на ЕС.
Промишлени продукти като машинни инструменти, контролери на двигатели, асансьори са тествани в съответствие с методите от стандартите CISPR 11 или EN 55011. На практика няма други методи за тестване на място. Съответно, методите CISPR 11 или EN 55011 са определени в екологични стандарти, стандарти за промишлени машини и др.
В страните от Митническия съюз са в сила Техническите регламенти на ТР 020 – 2011 „Електромагнитна съвместимост на техническите средства“.